# Tweedledum y Tweedledee

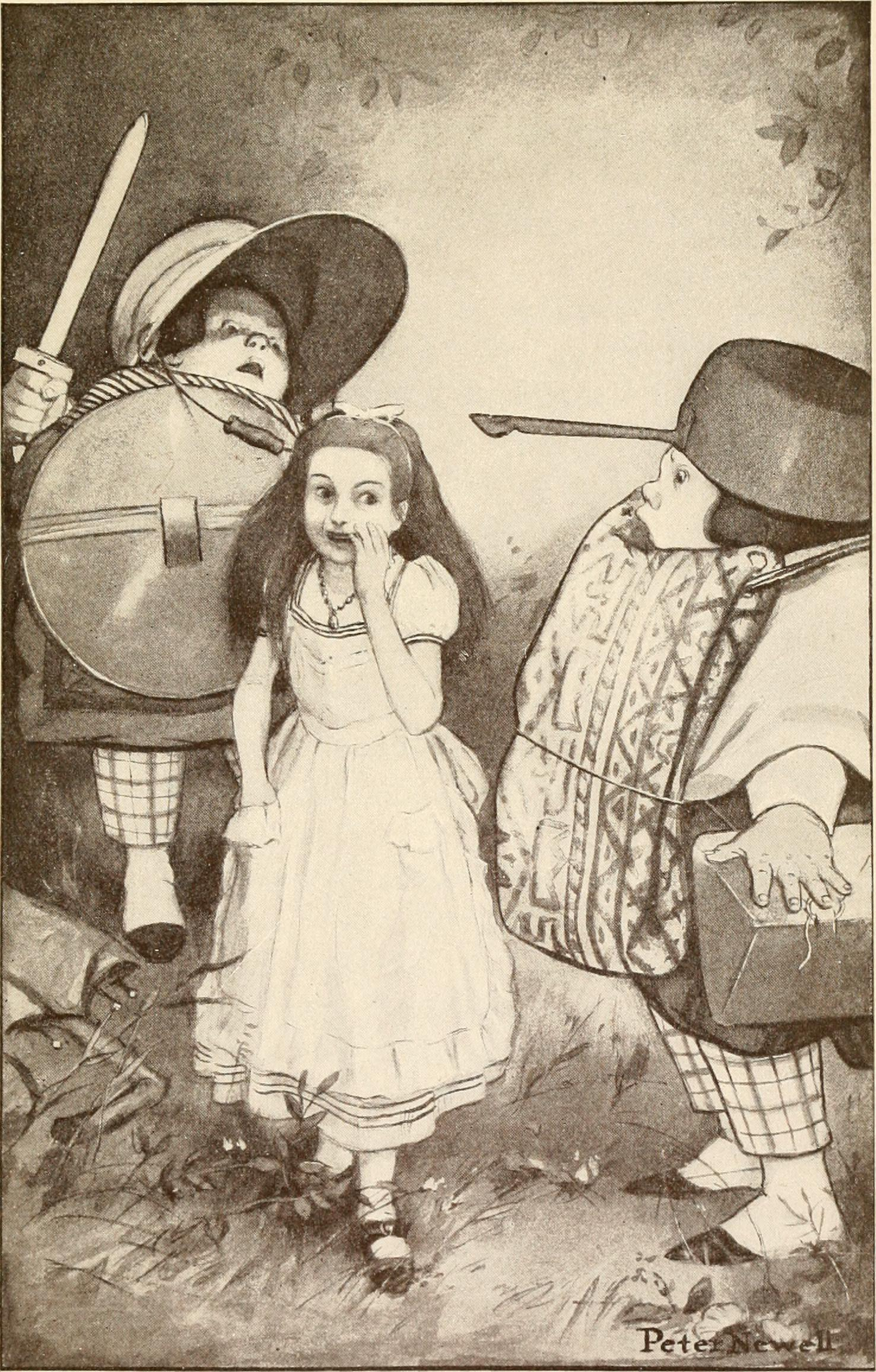
Tweedledum y Tweedledee con Alicia, de una edición de 1902 de la obra de Lewis Carrol

Tweedledum y Tweedledee (Patachunta y Patachún, Tararí y Tarará o Do mi sol y Sol mi do en la traducción española) son personajes de la novela A través del espejo y lo que Alicia encontró allí de Lewis Carroll y de una canción de cuna inglesa anónima. Los nombres fueron tomados de un poema de John Byrom y parece que provienen del hecho de enredar con los dedos o agitarlos sin ningún sentido práctico (tweedle).

## El poema de John Byrom
Como se ha dicho, la primera aparición de estos dos personajes es en un poema del escritor inglés John Byrom (1692-1763). A continuación se reproduce el poema:
Some say, that Signor Bononcini,
Compared to Handel's a mere ninny;
Others aver, to him, that Handel
Is scarcely fit to hold a candle.
Strange! That such high dispute should be
'Twixt Tweedledum and Tweedledee.
—John Byrom, On the Feuds Between Handel and Bononcini
Aquí los nombres de Tweedledum y Tweedledee parecen claramente representaciones onomatopéyicas de frases musicales similares.

## Canción de cuna anónima
Las colecciones de canciones de cuna inglesas de principios del siglo XIX incluían una canción que hacía referencia a una pareja que se peleaba:
Tweedledum and Tweedledee
    Agreed to have a battle;
For Tweedledum said Tweedledee
    Had spoiled his nice new rattle.
Just then flew down a monstrous crow,
    As black as a tar-barrel;
Which frightened both the heroes so,
    They quite forgot their quarrel.
En español (traducción libre):
Tweedledum y Tweedledee
    Acordaron tener una pelea;
Porque Tweedledum, dijo Tweedledee,
    Había estropeado su bonito sonajero.
Justo entonces un monstruoso cuervo descendió volando,
    Tan negro como un barril de alquitrán;
El cual asustó tanto a ambos héroes,
    Que pronto olvidaron su riña.
Los editores de The Annotated Mother Goose citaron a Martin Gardner, editor de Alicia Anotada, diciendo "nadie sabe si la nana hacía referencia a la famosa batalla musical de Byrom, o si era una antigua rima que Byrom tomó prestada para el último verso de su poema".

## Lewis Carroll y John Tenniel

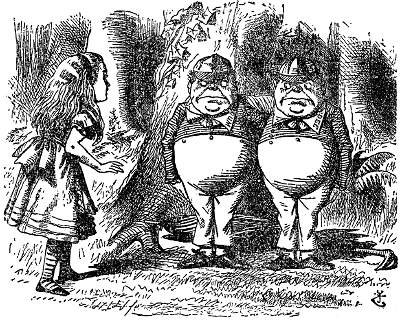
Ilustración de John Tenniel de Tweedledum y Tweedledee para el capítulo 4º de Alicia a través del espejo.

Una tercera fuente y mucho más conocida es el cuento Alicia a través del espejo de Lewis Carroll. En el susodicho, Tweedledum y Tweedledee aparecen como gemelos si nos fijamos en su apariencia externa, pero como contrarios si nos referimos a su comportamiento. Igual que en la nana antes mencionada, acaban peleándose por un sonajero. John Tenniel supo captar muy bien la esencia de la pareja en su famosa ilustración que se puede ver a la derecha de este texto. Los dos personajes aparecieron en la adaptación cinematográfica que hizo Disney, Alicia en el país de las maravillas, a pesar de que la película está más basada en las aventuras que ocurren en el primer cuento. También aparecen en el videojuego American McGee's Alice y en la novela de Frank Beddor La guerra de los espejos (The Looking Glass Wars, 2006) en el personaje del General Doppelgar.

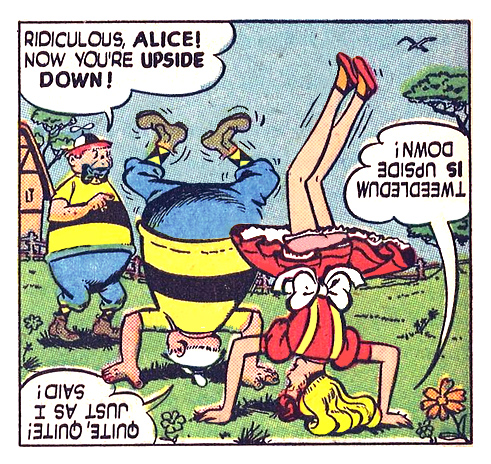
Viñeta de una adaptación en historieta (publ. en julio de 1951).

## Adaptaciones

### Kiddy Grade
Dos mellizos llamados Tweedledee (chica) y Tweedledum (chico) aparecen en el anime Kiddy Grade. Tweedledee tiene el poder de controlar los campos eléctricos, y Tweedledum tiene el poder de controlar los campos magnéticos. Cuando combinan sus poderes crean un fenómeno gravitacional conocido como "Windstoß".

### Batman
En los cómics de Batman hay una pareja de villanos llamados como los personajes de Carroll en cuestión, siendo dos primos de aspecto idéntico.
- Datos: Q2454190
- Multimedia: Tweedledum and Tweedledee / Q2454190